# Joan Aymerich i Aroca
Joan Aymerich i Aroca (Sant Cugat del Vallès, 25 d'agost de 1944) és un tapisser i polític català.

## Biografia
Va estudiar artesania de tapissos a l'Escola Catalana de Tapís de Sant Cugat del Vallès (1958-1966) i ha col·laborat en diversos tapissos de Jean Lurçat, Joan-Josep Tharrats i Vidal, Josep Grau-Garriga, Josep Maria Subirachs i Sitjar i Josep Guinovart i Bertran, entre d'altres. És membre del Gremi de Comerciants de Materials de Construcció de la província de Barcelona, del Gremi de Constructors d'Obres de Sant Cugat del Vallès i de la Unió de Botiguers de Sant Cugat del Vallès.
Militant del seu partit des de 1978, A les eleccions municipals espanyoles de 1979 fou elegit regidor de Sant Cugat del Vallès, municipi del qual ha estat alcalde de 1987 a 1999. També ha estat president del Consell de Districte de la Floresta i diputat al Parlament de Catalunya a les eleccions al Parlament de Catalunya de 1984, 1988 1992 i de 1995. De 1984 a 1987 fou secretari de la Comissió de Política Cultural del Parlament de Catalunya. El 2004 va rebre la Medalla d'Or de la Ciutat de Sant Cugat. També és membre del consell social de la Universitat Politècnica de Catalunya.